# Jacaltenango
Jacaltenango är en kommunhuvudort i Guatemala.   Den ligger i departementet Departamento de Huehuetenango, i den västra delen av landet, 170 km nordväst om huvudstaden Guatemala City. Jacaltenango ligger 1 701 meter över havet och antalet invånare är 34 084.
Terrängen runt Jacaltenango är varierad. Runt Jacaltenango är det ganska tätbefolkat, med 139 invånare per kvadratkilometer. Jacaltenango är det största samhället i trakten. I omgivningarna runt Jacaltenango växer huvudsakligen savannskog.